# Wang Wang et Fu Ni

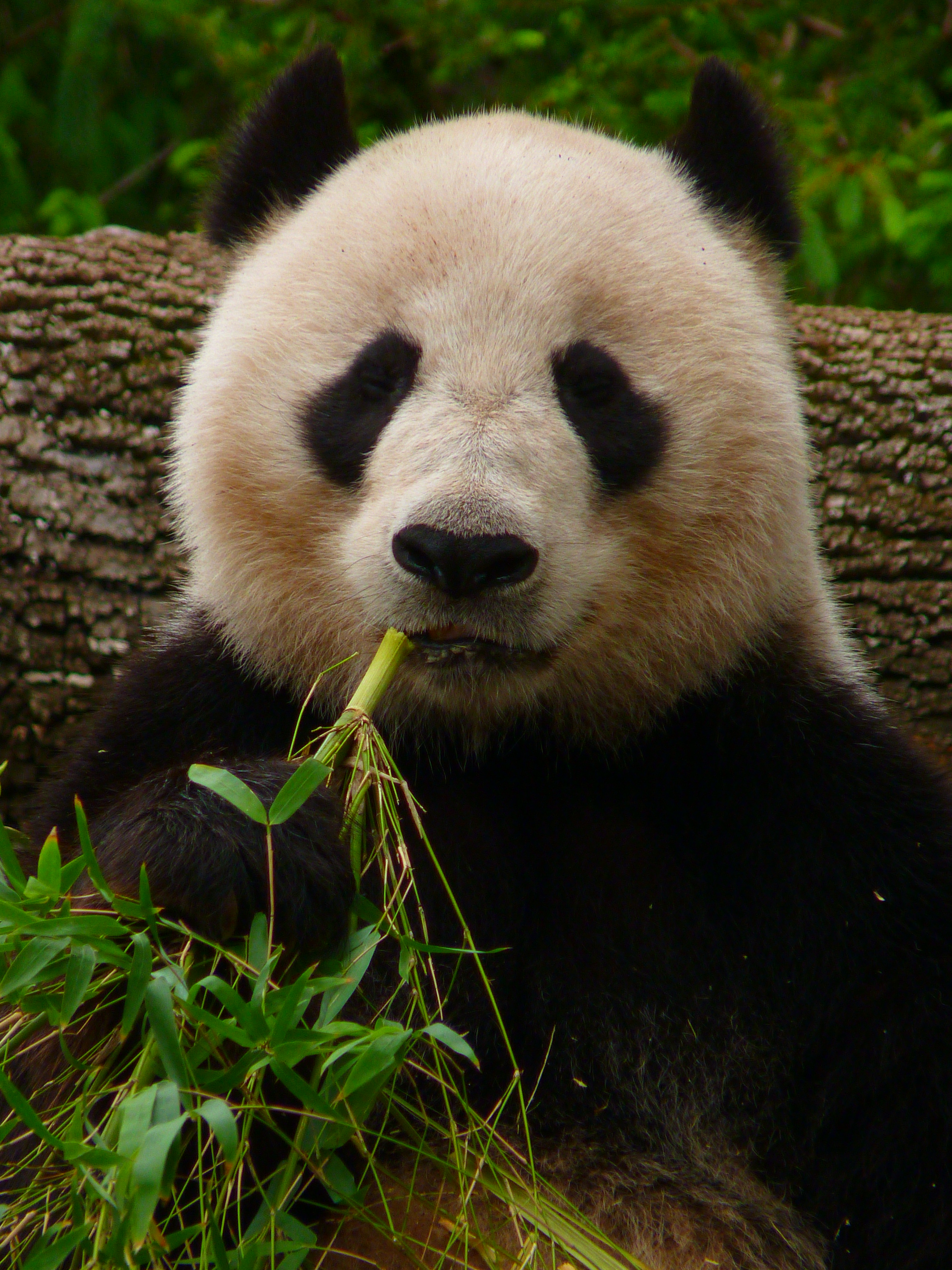
Wang Wang en 2011.

Wang Wang et Fu Ni sont deux pandas géants originaires du Sichuan, en Chine, prêtés au zoo d'Adélaïde en Australie,. Les pandas sont prêtés pour dix ans à un coût de 1 million de dollars par an, dans le cadre d'un programme de conservation visant à protéger les espèces sauvages menacées.
Malgré plusieurs tentatives de reproduction, Wang Wang et Fu Ni échouent toujours à mettre au monde un bébé panda,.

## Histoire
Wang Wang est né le 31 août 2005 au Wolong Giant Panda Research Center en Chine. Son nom signifie « net » en chinois. Il pèse 119 kg. La femelle panda Fu Ni est née le 23 août 2006 au Wolong Giant Panda Research Center en Chine. Son nom signifie « fille chanceuse » en chinois. Elle pèse 90 kg. Ils furent mis en quarantaine le 21 octobre 2009 prêts pour leur voyage en Australie et réinstallés à Adélaïde, en Australie du Sud, en novembre 2009. Les pandas ont rejoint Earth Hour en tant qu'ambassadeurs officiels en 2010.